# Покровник
Покровник (болг. Покровник) — село в Благоевградской области Болгарии. Входит в состав общины Благоевград. Находится примерно в 6 км к юго-западу от центра города Благоевград. По данным переписи населения 2011 года, в селе  проживал 891 человек.

## Население
| Год     | 1934 | 1946 | 1956 | 1965 | 1975 | 1985 | 1992 | 2001 | 2011 |
| ------- | ---- | ---- | ---- | ---- | ---- | ---- | ---- | ---- | ---- |
| Жителей | 979  | 1098 | 963  | 753  | 869  | 865  | 850  | 855  | 891  |

| Национальность  | Человек | Процент |
| --------------- | ------- | ------- |
| болгары         | 818     | 97,73%  |
| турки           | 0       | 0%      |
| цыгане          | 13      | 1,55%   |
| другие          | 3       | 0,36%   |
| не определились | 0       | 0%      |
| Всего ответов   | 837     |         |

|  |